# Врховни савјет Оружаних снага
Врховни савјет Оружаних снага (арап. المجلس الأعلى للقوات المسلحة; латиницом al-Maǧlis al-ʾAʿlā lil-Quwwāt al-Musallaḥah) био је привремени војни орган који је управљао Египтом након свргавања предсједника Хоснија Мубарака.

## Дјеловање
Врховни савјет је издао своје прво саопштење 10. фебруара 2011. године саоштавајући да се Савјет „потврђујући и подржавајући легитимне захтјеве народа“ налази у „сталном засједању како би размотрио који поступци и мјере се ваљају предузети како би се заштитио народ.“ Египатски предсједник Хосни Мубарак није био присутан на овом засједању као врховни командант Оружаних снага већ је засједањем предсједавао министар одбране фелдмаршал Мохамед Хусеин Тантави.
Врховни савјет Оружаних снага је у свом трећем саопштењу издатом у петак навече 11. фебруара 2011, одмах након изјаве о оставци предсједника Мубарака, истакнуо да Савјет не представља замјену за легитимитет који тражи народ. Сљедећег дана, 12. фебруара 2011, Савјет је издао своје четврто саопштење у коме се обавезао да ће надгледати пренос власти цивилној влади изабраној од стране народа.